# CD Cobresal
Club Deportes Cobresal – chilijski klub piłkarski z siedzibą w mieście El Salvador leżącym w regionie Atakama.

## Historia
Klub założony został 5 maja 1979 i gra obecnie w pierwszej lidze chilijskiej (Primera División de Chile). Dnia 1 czerwca 1980 oddano do użytku stadion klubu Estadio El Cobre. Do tej pory (rok 2006) Cobresal rozegrał 16 sezonów w pierwszej lidze i 11 sezonów w drugiej lidze chilijskiej. Głównym rywalem Cobresal w regionie Atakama jest klub Deportes Copiapó.

## Osiągnięcia

### Krajowe
- Primera División

| zwycięstwo (1):     | 2015 (C)   |
| drugie miejsce (2): | 1984, 1988 |

- Copa Chile

| zwycięstwo (1):     | 1987 |
| drugie miejsce (0): | –    |